# Marcos Aurelio Pérez Caicedo
Marcos Aurelio Pérez Caicedo (Daule, 14 luglio 1967) è un arcivescovo cattolico ecuadoriano, dal 20 giugno 2016 arcivescovo metropolita di Cuenca.

## Biografia

### Formazione e ministero sacerdotale
Dopo aver conseguito il baccalaureato, ha proseguito gli studi di filosofia e teologia nel seminario maggiore di Guayaquil.
Il 19 marzo 1992 è stato ordinato presbitero dall'arcivescovo Juan Ignacio Larrea Holguín.
Successivamente ha conseguito la licenza in teologia spirituale presso la Pontificia Università della Santa Croce a Roma.
Dal 1999 al 2006 è stato rettore del seminario maggiore di Guayaquil.

### Ministero episcopale
Il 10 giugno 2006 papa Benedetto XVI lo ha nominato vescovo ausiliare di Guayaquil e vescovo titolare di Maastricht. Ha ricevuto l'ordinazione episcopale il 22 luglio successivo dall'arcivescovo Antonio Arregui Yarza, co-consacranti l'arcivescovo titolare di Diocesi di Sasabe Giacomo Guido Ottonello e quello di Quito Raúl Eduardo Vela Chiriboga.
Il 10 febbraio 2012 lo stesso papa Benedetto XVI lo ha nominato vescovo di Babahoyo..
Dall'8 maggio 2014 al 28 aprile 2017 ha ricoperto il ruolo di vicepresidente della Conferenza Episcopale dell'Ecuador, mentre dal 14 settembre 2013 al 24 giugno 2014 è stato nominato amministratore apostolico della Diocesi di Guaranda.
Il 31 gennaio 2015 è stato nominato membro della XIV assemblea generale ordinaria del sinodo dei vescovi che si è tenuta a Roma dal 4 al 25 ottobre 2015 sul tema La vocazione e la missione della famiglia nella Chiesa e nel mondo contemporaneo.
Il 20 giugno 2016 papa Francesco lo ha promosso arcivescovo di Cuenca. Ha ricevuto il pallio il 29 giugno successivo a Roma, mentre ha preso possesso dell'arcidiocesi il 6 agosto successivo con una celebrazione presso la cattedrale di Cuenca.

## Genealogia episcopale e successione apostolica
La genealogia episcopale è:
- Cardinale Scipione Rebiba
- Cardinale Giulio Antonio Santori
- Cardinale Girolamo Bernerio, O.P.
- Arcivescovo Galeazzo Sanvitale
- Cardinale Ludovico Ludovisi
- Cardinale Luigi Caetani
- Cardinale Ulderico Carpegna
- Cardinale Paluzzo Paluzzi Altieri degli Albertoni
- Papa Benedetto XIII
- Papa Benedetto XIV
- Papa Clemente XIII
- Cardinale Marcantonio Colonna
- Cardinale Giacinto Sigismondo Gerdil, B.
- Cardinale Giulio Maria della Somaglia
- Cardinale Carlo Odescalchi, S.I.
- Cardinale Costantino Patrizi Naro
- Cardinale Lucido Maria Parocchi
- Papa Pio X
- Papa Benedetto XV
- Papa Pio XII
- Cardinale Carlo Confalonieri
- Cardinale Pablo Muñoz Vega, S.I.
- Cardinale Antonio José González Zumárraga
- Arcivescovo Antonio Arregui Yarza
- Arcivescovo Marcos Aurelio Pérez Caicedo

La successione apostolica è:
- Vescovo José Bolivar Piedra Aguirre (2019)
- Vescovo Fernando Ortega Ortega (2023)